# Romualdo da Candeli
Romualdo da Candeli (fl. 1460-1461) è stato un abate, scultore e intagliatore italiano.

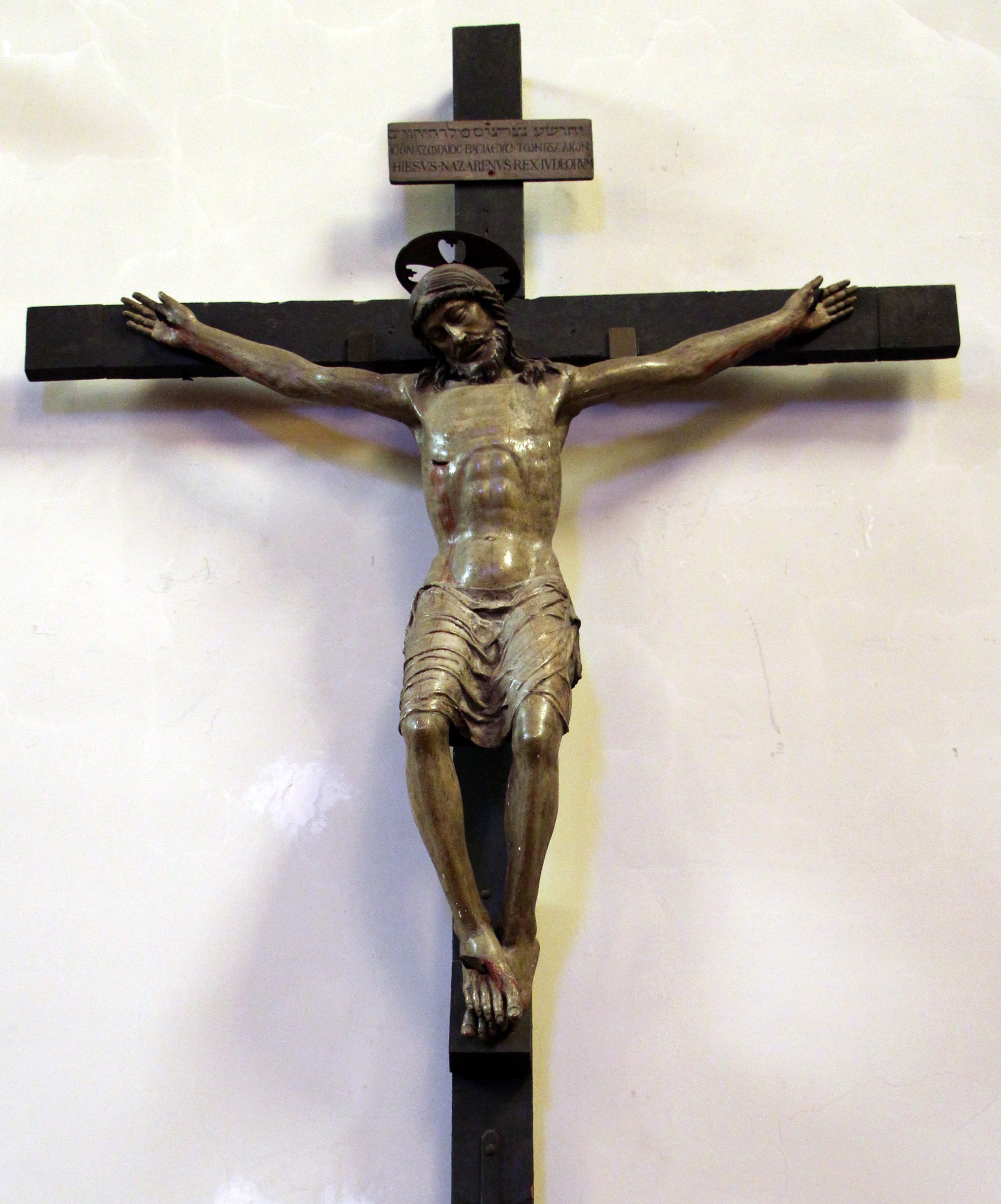
Crocifisso dell'Immacolata, Firenze

Appartenente all'Ordine camaldolese, viveva nel monastero di Candeli.

## Opere
A Romualdo sono attribuiti due crocifissi lignei, uno dei quali è conservato nel coro della chiesa di San Gaggio, e l'altro a Strada in Chianti, nella chiesa di San Cristoforo.
Neri di Bicci aveva l'incarico di policromare il crocifisso di San Gaggio - 1º agosto 1461 - e quello di Strada in Chianti - 9 novembre 1462 - e, nel suo manoscritto intitolato Le Ricordanze, redatto dal pittore nel periodo che va dal 1453 al 1475, conservato nella Biblioteca della Galleria degli Uffizi, si fa menzione delle sculture che Romualdo da Candeli aveva consegnato a Neri di Bicci perché fossero dipinte o dorate. Fra queste opere, oltre ai crocifissi, sono elencati anche reliquiari, candelabri, viti da Vangelo e altre suppellettili lignee eseguite da Romualdo da Candeli.
Anche il Crocifisso che si trova nella chiesa dell'Immacolata «può essere senz'altro avvicinato alle opere conosciute del monaco scultore» al quale è stata attribuita da Rosanna Caterina Proto Pisani anche una statua lignea che si trova nel Museo della Collegiata di Empoli, raffigurante Santa Maria Maddalena «la cui policromia è stata riconosciuta come opera di Neri di Bicci, che [...] può essere stato anche l'autore della coloritura del Cristo dell'Immacolata»